# Folke Abenius
Folke Abenius, född 8 oktober 1933 i S:t Görans församling, död 18 juni 2014, var en svensk operaregissör, operachef, sångpedagog och professor. 

## Biografi
Abenius var son till Harald Vilhelm Abenius och Margareta Matilda, född Bokner, vidare var han sonsons son till häradshövdingen Carl Fredrik Abenius.
Abenius var chef vid Kungliga Teatern 1978–1984 och var även verksam vid Drottningholmsteatern, Storan i Göteborg samt vid operahusen i Oslo, Helsingfors, Köpenhamn, Kiel och Hamburg. Därutöver var han professor i musikdramatisk gestaltning. Han mottog ett flertal utmärkelser och priser, däribland Litteris et Artibus 1991 och Medaljen för tonkonstens främjande 2003.
Den 27 juni 1980 var han en av sommarvärdarna i Sveriges Radio P1.

## Teater

### Regi (ej komplett)
| År        | Produktion                                                                                                  | Upphovsmän                                                    | Teater                                          |
| --------- | --- | ------------------------------------------------------------- | ----------------------------------------------- |
| 1962–1968 | Arnljot | Wilhelm Peterson-Berger                                       | Arnljotspelen                                   |
| 1964      | Hur man lyckas i affärer utan att egentligen anstränga sig How to Succeed in Business Without Really Trying | Frank Loesser, Abe Burrows, Jack Weinstock och Willie Gilbert | Oscarsteatern                                   |
| 1965      | Hello, Dolly!                                                                                               | Michael Stewart och Jerry Herman Översättning Gösta Rybrant   | Malmö Stadsteater                               |
| 1986      | Mannen från La Mancha Man of La Mancha                                                                      | Mitch Leigh, Dale Wasserman och Joe Darion                    | Oscarsteatern regi tillsammans med Mary Bettini |

## Priser och utmärkelser
- 1966 – Spelmannen
- 1973 – Ledamot nr 777 av Kungliga Musikaliska Akademien
- 1991 – Litteris et Artibus
- 2003 – Medaljen för tonkonstens främjande